# Питагорион
Питаго́рион (греч. Πυθαγόρειο) — деревня в Греции на Самосе. Расположена в 8 километрах к юго-западу от города Самоса на побережье Эгейского моря. Входит в общину (дим) Анатолики-Самос в периферийной единице Самосе в периферии Северных Эгейских островах. Население 1272 жителей по переписи 2011 года.

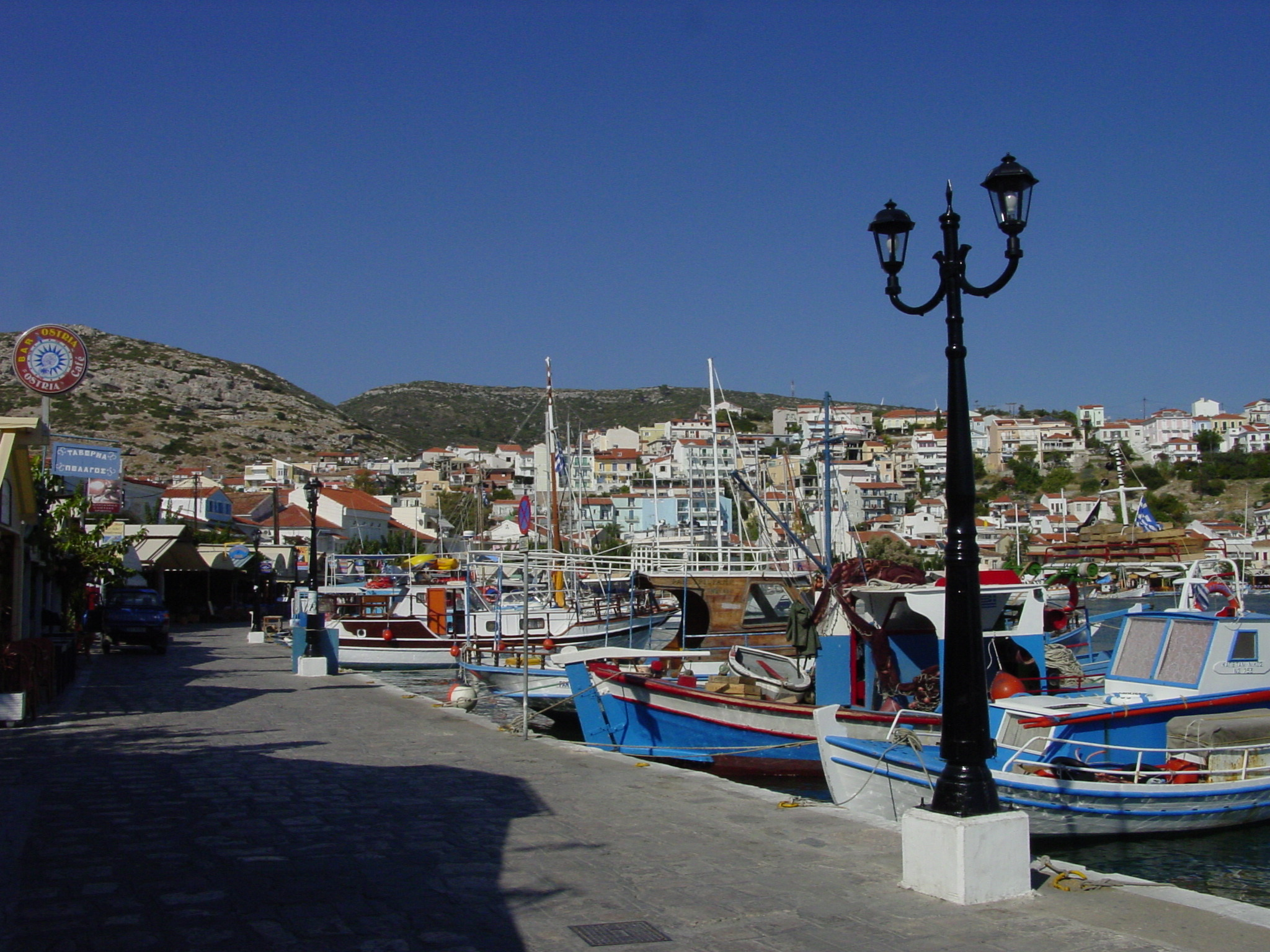
Гавань Питагориона

До мая 1955 года назывался Тиганион (Τηγάνιον). Переименован в память о философе Пифагоре, уроженце Самоса. В порту находится статуя Пифагора 1989 года работы скульптора Никоса Икариса.

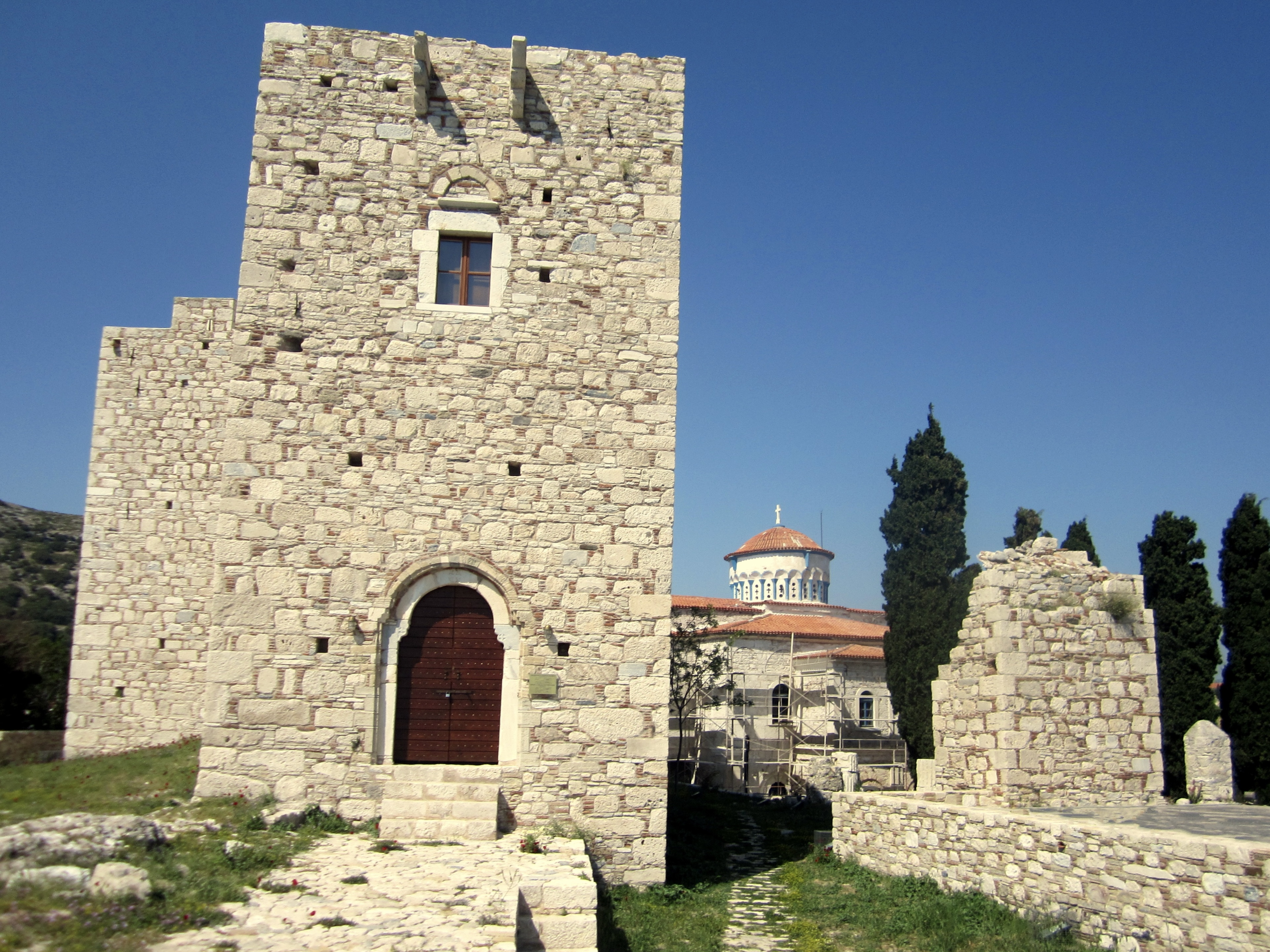
Башня Ликурга Логофета и церковь Преображения Господня

На месте Питагориона находился древний Самос (Пифагорея), укреплённый порт, в километре к северо-западу находится Эвпалинов тоннель, в 5 километрах к юго-западу — Герейон, храм Геры.
В юго-западной части Питагориона на низком холме находятся руины византийского замка. Здесь найдены следы поселения позднего неолита (конец 4-го тысячелетия до н. э.). В архаический период здесь находился акрополь Астипалея (Αστυπάλαια), где находился дворец тирана Поликрата (VI век до н. э.). Акрополь защищал порт Пифагореи. Найдены руины эллинистического и римского периодов. В V веке на восточном склоне были построены три раннехристианские базилики. Замок был построен в конце VII века. Был квадратным в плане с квадратными и круглыми башнями и входом на восточной стороне. В середине XIV века укреплён генуэзским кланом Джустиниани, которые правили в период франкократии. Джустиниани покинули замок в 1475 году, когда остров подчинился Османской империи, а жители Питагориона уехали массово на Хиос и в Малую Азию. По инициативе Ликурга Логофета в 1824 году начато укрепление холма, завершенное в 1827 году. Одна из существующих византийских башен была восстановлена и использовалась как штаб и резиденция Логофета и его семьи до 1834 года, когда Логофет был изгнан с острова. Это двухэтажное здание с высоко поднятым полом первого этажа, стенами на крыше, без окон на первом этаже, с бойницей на втором этаже над входом. Летом 2010 года в башне Ликурга Логофета открыт музей.
Рядом с башней Логофета на вершине холма в 1831—1833 годах построена церковь Преображения Господня по инициативе Ликурга Логофета. Церковь построена в память о победе в Самосском сражении 5 августа 1824 года против Османского флота в узком проливе Самос у мыса Микале (Дилек). Представляет собой базилику с куполом. Позже были пристроены прямоугольные пристройки на севере и юге,
на западе пристроен портик. В церкви мраморный иконостас и амвон начала XX века.
Археологический музей Питагорион официально открыт 17 мая 2010 года.

## Сообщество Питагорион
В общинное сообщество Питагорион входят четыре населённых пункта. Население 1500 жителей по переписи 2011 года. Площадь 5,301 квадратных километров.
| Населённый пункт | Население (2011), человек |
| ---------------- | ------------------------- |
| Карповулос       | 29                        |
| Неа-Поли         | 76                        |
| Пундес           | 123                       |
| Питагорион       | 1272                      |

## Население
| Год  | Население, человек |
| ---- | ------------------ |
| 1991 | 1426               |
| 2001 | 1400               |
| 2011 | ↘ 1272             |